# Nematabramis
Genre
Nematabramis est un genre de poissons téléostéens de la famille des Cyprinidae (ordre des Cypriniformes). Ces espèces se rencontrent dans l'Insulinde.

## Liste des espèces
Selon World Register of Marine Species (8 juillet 2023) :
- Nematabramis alestes (Seale & Bean, 1907)
- Nematabramis borneensis Inger & Chin, 1962
- Nematabramis everetti Boulenger, 1894
- Nematabramis steindachnerii Popta, 1905
- Nematabramis verecundus Herre, 1924

## Systématique
Le nom valide complet (avec auteur) de ce taxon est Nematabramis Boulenger, 1894.
Nematabramis a pour synonyme :
- Mearnsella Seale & Bean, 1907